# Варела, Кардозу
Кардозу Пинту Мандуме Варела (порт. Cardoso Pinto Mandume Varela; родился 29 октября 2008) — португальский футболист, вингер хорватского клуба «Динамо Загреб».

## Клубная карьера
Выступал за юношеские команды клуба «Порту». В июне 2025 года подписал профессиональный контракт с хорватским клубом «Динамо Загреб». 8 августа 2025 года дебютировал в основном составе «Динамо» в матче хорватской футбольной лиги против клуба «Вуковар».

## Карьера в сборной
Выступал за сборные Португалии до 15 и до 17 лет. В 2024 году в составе сборной Португалии до 17 лет сыграл на юношеском чемпионате Европы на Кипре. Португальцы дошли до финала турнира, в котором проиграли итальянцам.

## Достижения
Сборная Португалии (до 17 лет)
- Финалист чемпионата Европы (до 17 лет): 2024[5]